# Tosos
Tosos es un municipio español del Campo de Cariñena, provincia de Zaragoza, Aragón.
Su entorno natural se encuentra lleno de encanto y peculiaridades. Llama la atención sobre su caserío la presencia de "Las peñas", caprichos de la naturaleza, fruto de miles de años de erosión, resaltando la emblemática Peña Chiquita.
El pantano de Las Torcas constituye con sus alrededores uno de los mayores alicientes que Tosos puede brindar al viajero. Camino hacia el embalse, en el cauce del histórico río Huerva, se alza el castillo de la Casaza, una de las dos torres vigías que sirvieron como vía de comunicación durante el medievo. Es digna de mención la bodega de vino ecológico, primera en Aragón dedicada exclusivamente el cultivo y elaboración de caldos procedentes de la agricultura ecológica.

## Geografía
Tosos se encuentra a 50 km al sur de Zaragoza, a orillas del río Huerva. Las principales vías de comunicación por las que se accede son las carreteras autonómicas A-220 y A-1101. Estas vías no pasan directamente por la población, sino que se comunican con la misma mediante la CV-102.

## Demografía

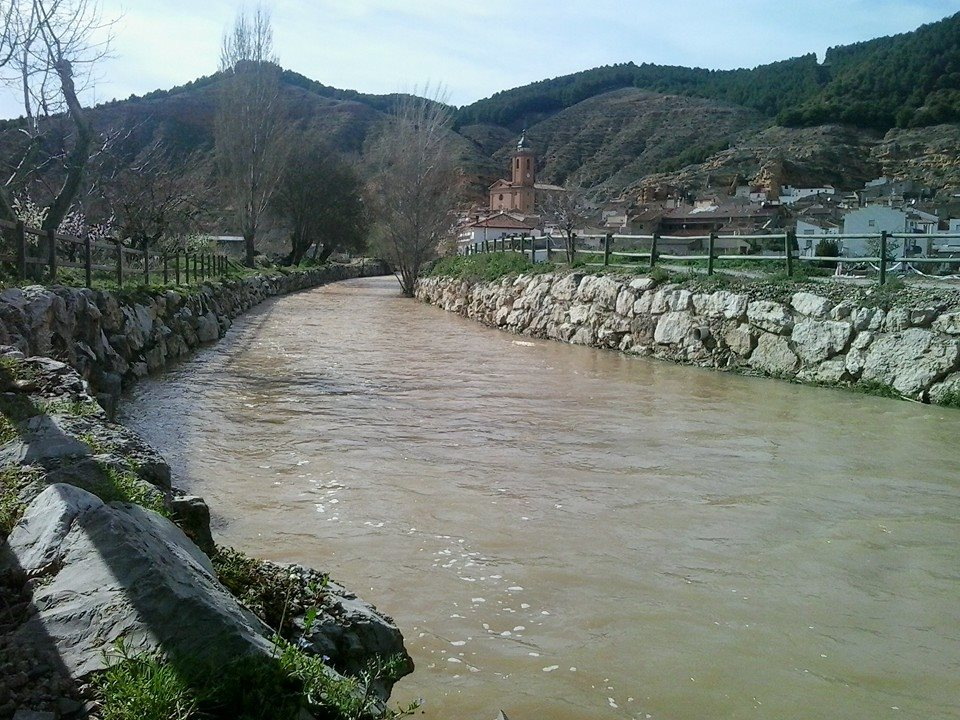
Río Huerva en Tosos

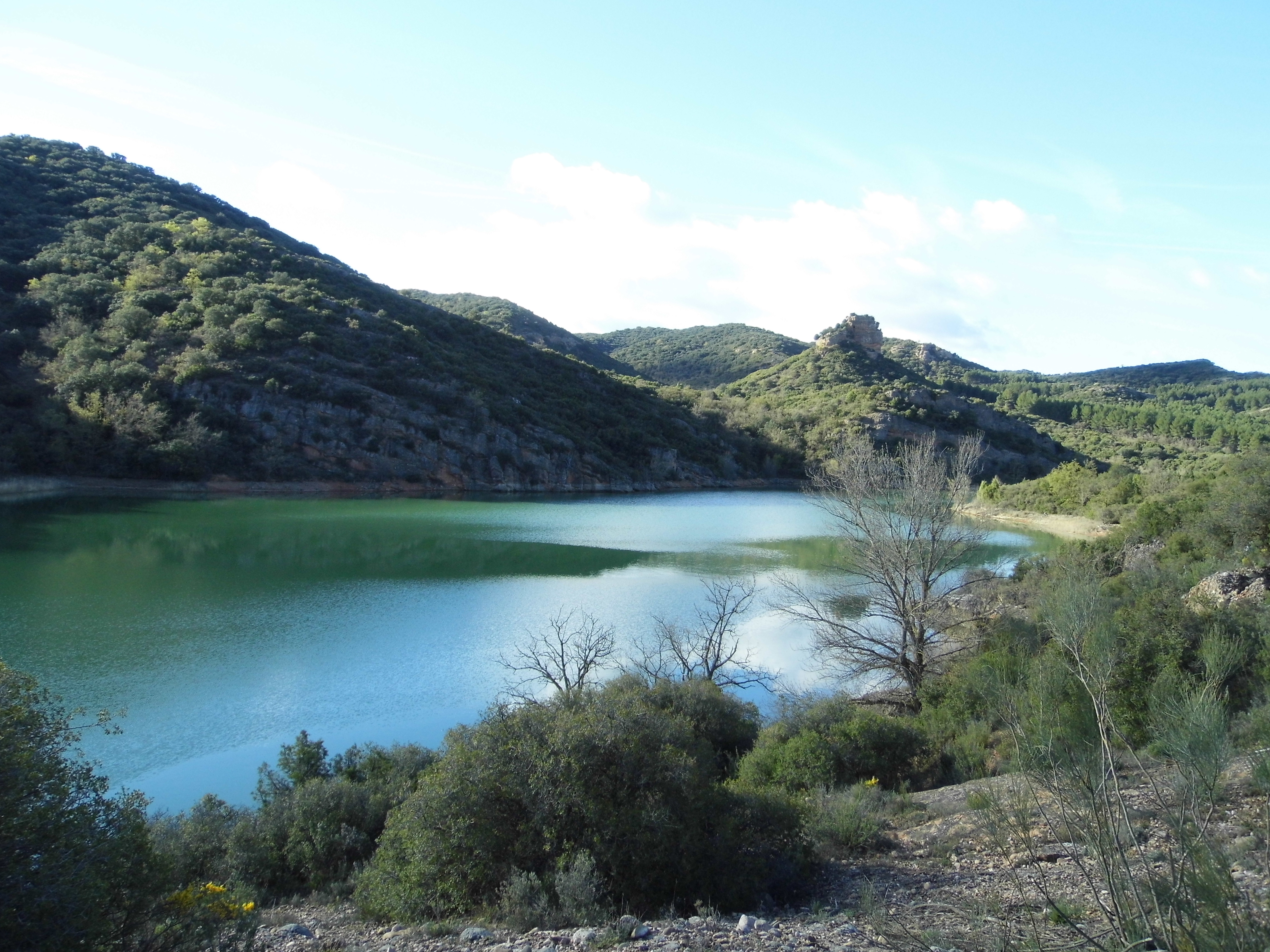
Embalse Las Torcas

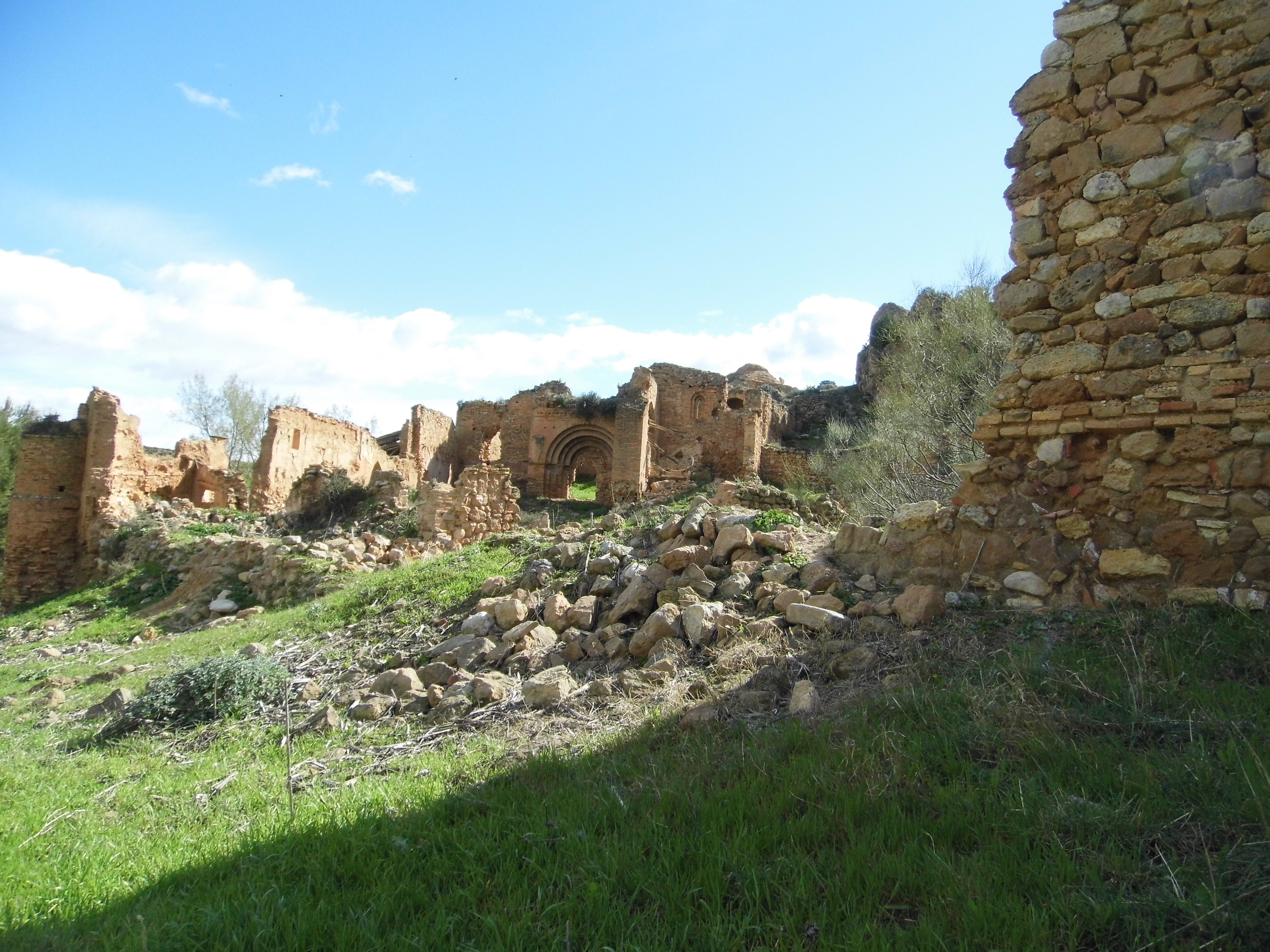
Ruinas de El Santo

Tosos cuenta con una población de 175 habitantes (INE 2024).
| Gráfica de evolución demográfica de Tosos entre 1842 y 2021 |
| |
| Población de derecho según los censos de población del INE Población de hecho según los censos de población del INEEn este censo se denominaba Tobos y Alcanicejo: 1842 |

## Economía

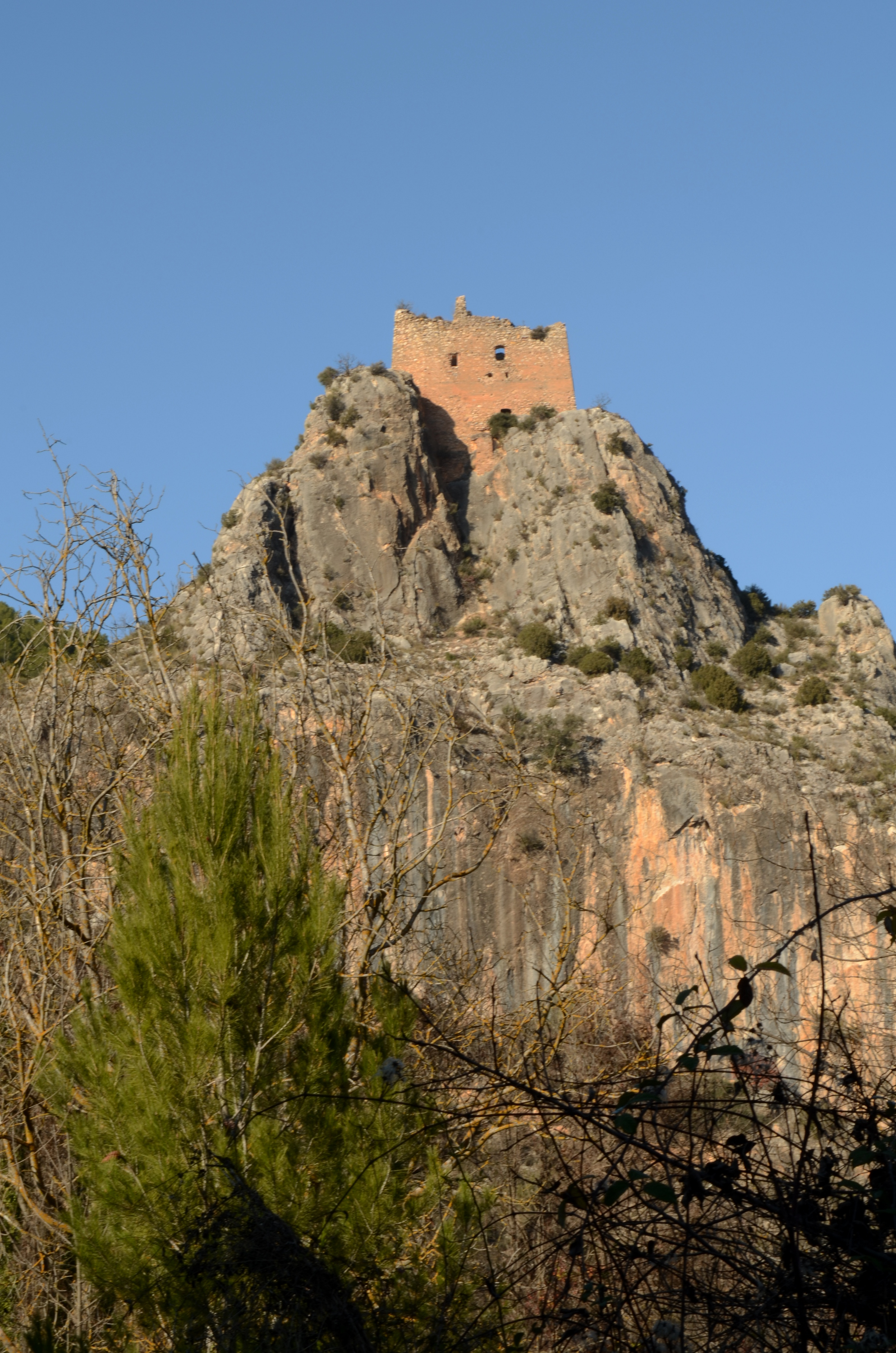
Castillo de la Casaza desde la orilla del río Huerva

Esta localidad en parte es bien conocida por su gran vino, de hecho está dentro de la Denominación de Origen Protegida Cariñena. No es de extrañar, dado que hay grandes extensiones de cultivo de vid en su territorio. También cuenta con cultivos destinados al cereal, además de almendreras y olivares. En la zona más baja, cuenta con una extensa huerta en la ribera del Río Huerva.

## Administración y política
| Período   | Alcalde                 | Partido |  |
| --------- | ----------------------- | ------- |  |
| 1979-1983 | Antonio Francés Sánchez | PAR     |  |
| 1983-1987 |                         |         |  |
| 1987-1991 |                         |         |  |
| 1991-1995 |                         |         |  |
| 1995-1999 |                         |         |  |
| 1999-2003 |                         |         |  |
| 2003-2007 |                         |         |  |
| 2007-2011 | José Luis Ansón Gómez   | PSOE    |  |
| 2011-2015 | José Luis Ansón Gómez   | PSOE    |  |
| 2015-2019 | José Luis Ansón Gómez   | PSOE    |  |
| 2019-2023 | José Luis Ansón Gómez   | PSOE    |  |
| 2023-     | José Luis Ansón Gómez   | PSOE    |  |

| Partido político    | Partido político                                   | 2003   | 2007   | 2011   | 2015   | 2019   | 2023   |
| Partido político    | Partido político                                   | Ediles | Ediles | Ediles | Ediles | Ediles | Ediles |
|                     | Partido de los Socialistas de Aragón (PSOE-Aragón) | 4      | 3      | 4      | 3      | 4      | 4      |
|                     | Partido Popular de Aragón (PP)                     | 1      | —      | —      | —      | —      | 1      |
|                     | Partido Aragonés (PAR)                             | —      | 2      | 1      | 2      | 1      | —      |
|                     | Chunta Aragonesista (CHA)                          | —      | —      | —      | —      | —      | —      |
|                     | Izquierda Unida (IU)                               | —      | —      | —      | —      | —      | —      |
| Total de concejales | Total de concejales                                | 5      | 5      | 5      | 5      | 5      | 5      |

## Cultura

### Patrimonio
- Castillo del Santo o del Alcañicejo[8]
- Castillo de la Casaza[9]
- Ermita del Santo[10][11]

### Fiestas
Las fiestas patronales son en honor a San Bartolomé, el 24 de agosto, y duran en torno a 4 o 5 días. El sábado siguiente es el tradicional Día de la Vaca, en el que se realiza una cena popular en la calle Mayor. Durante las fiestas hay actividades de todo tipo y para todas las edades.
Las fiestas en honor a la patrona santa Bárbara (el 4 de diciembre) se celebran el fin de semana de Pentecostés, por lo cual cada año cambia de fecha, siendo en mayo o junio. En estas fiestas el sábado se hace la tradicional romería a la ermita en las eras en honor de la patrona (antiguamente se realizaba el domingo), mientras que por la noche se realiza una verbena en el propio núcleo de Tosos.
Otra fecha a tener en cuenta es San Blas, el 3 de febrero, cuando se hace una hoguera con parrillada popular en la plaza de la calle Mayor.

### Deporte
La tradición deportiva es bastante importante en Tosos, especialmente de fútbol, ya que antiguamente tenía equipo de fútbol 11, de bastante nivel, que jugaba en el campo de El Ranar, en el mismo pueblo. En la década de los 90 se hizo un muy buen equipo de fútbol sala que llegó a ser un club puntero en la comarca, demostrándolo en los torneos comarcales.  
A final de la década de los 90 se formó lo que hoy en día es el BSV Tosos y antiguamente fue el Tosos MEG, que ha ganó dos años consecutivos el doblete en la categoría de Adheridos. Este club ha consiguió el título liguero de 2.ª Preferente Laboral, ascendiendo así a Primera Laboral, siendo esta la categoría más alta y con un muy alto nivel. El ascenso fue muy meritorio al ser la mayoría de los jugadores jóvenes del pueblo, dato llamativo teniendo en cuenta lo pequeña que es esta localidad.
Tras establecerse en primera, se volvió un equipo puntero luchando por ganar la Liga, temporada tras temporada, y ya es un clásico en el Campeonato Nacional de Fútbol Laboral representando a Aragón, y logrando sendos títulos en las temporadas 2012 y 2013.
En la actualidad, se organiza un torneo de fútbol sala a mediados de julio en el que compiten equipos de la comarca y alrededores.